# Thorius infernalis
Espèce
Statut de conservation UICN

 CR B1ab(iii) : 
En danger critique
Thorius infernalis est une espèce d'urodèles de la famille des Plethodontidae.

## Répartition
Cette espèce est endémique du Guerrero au Mexique. Elle se rencontre à 1 400 m d'altitude à Técpan de Galeana dans la Sierra Madre del Sur.

## Étymologie
Le nom spécifique infernalis vient du latin infernalis, des régions inférieures, en référence à la relative basse altitude de la répartition de cette espèce par rapport aux autres espèces du genre Thorius.

## Publication originale
- Hanken, Wake & Freeman, 1999 : Three new species of minute salamanders (Thorius: Plethodontidae) from Guerrero, Mexico, including the report of a novel dental polymorphism in urodeles. Copeia, vol. 1999, no 4, p. 917-931 (texte intégral).